# بیل کودی (هنرپیشه)
بیل کودی (انگلیسی: Bill Cody؛ ۵ ژانویهٔ ۱۸۹۱ – ۲۴ ژانویهٔ ۱۹۴۸) یک هنرپیشه اهل ایالات متحده آمریکا بود.